# Santo Domingo Albarradas
Santo Domingo Albarradas è un comune del Messico, situato nello stato di Oaxaca.